# St. Johannes der Täufer (Enisried)

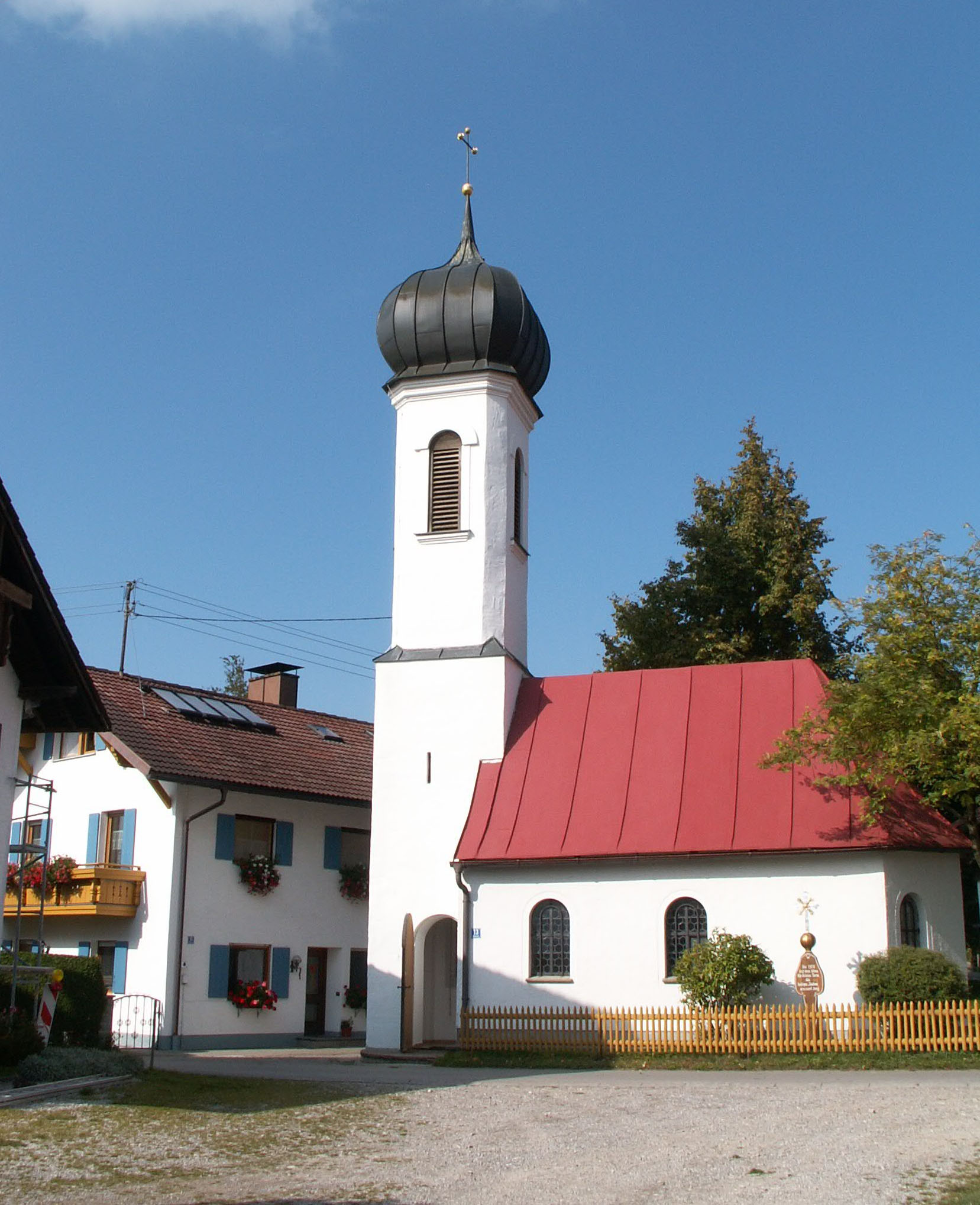
St. Johannes der Täufer in Enisried

Die römisch-katholische Kapelle St. Johannes der Täufer steht in Enisried, einem Gemeindeteil von Lengenwang im schwäbischen Landkreis Ostallgäu in Bayern. Das denkmalgeschützte Bauwerk ist in der Liste der Baudenkmäler in Lengenwang unter der Nr. D-7-77-149-8 eingetragen. Die Kapelle gehört zum Dekanat Kaufbeuren des Bistums Augsburg.

## Beschreibung
Der Vorgängerbau war eine Holzkirche, die um 1650 gebaut wurde. Die neue Saalkirche wurde 1857 erbaut. Sie besteht aus einem Langhaus, einem eingezogenen, halbrund geschlossenen Chor im Osten und einem Kirchturm im Westen. Über seinen quadratischen Geschossen wurde ein Geschoss mit abgeschrägten Ecken aufgesetzt, das den Glockenstuhl beherbergt, und mit einer Zwiebelhaube bedeckt. 
Zur Kirchenausstattung gehört ein 1652 gebauter Hochaltar, der von einer Statue des heiligen Sebastian flankiert wird. Im Altarretabel ist die Kreuzigung Christi zu sehen. Im Altarauszug wird die Krönung Mariens dargestellt, die von Georg Bayrhoff stammt. Die Statue der Maria Magdalena ist um 1500 entstanden, die des Franz Xaver hat Otto Kobel 1967 gestaltet.